# Rangely
Rangely är en kommun (town) i Rio Blanco County i Colorado.  Vid 2010 års folkräkning hade Rangely 2 365 invånare.

## Kända personer från Rangely
- Paul Foerster, seglare